# 伊拉克国民大会
伊拉克国民大会（阿拉伯语：‎）是一个由伊拉克政治家艾哈迈德·沙拉比建立的政党，成立于1992年，最初波斯灣戰爭后受到美国的资助和指导，其宗旨是协调组织推翻海珊政权。